# Brookfield (Connecticut)

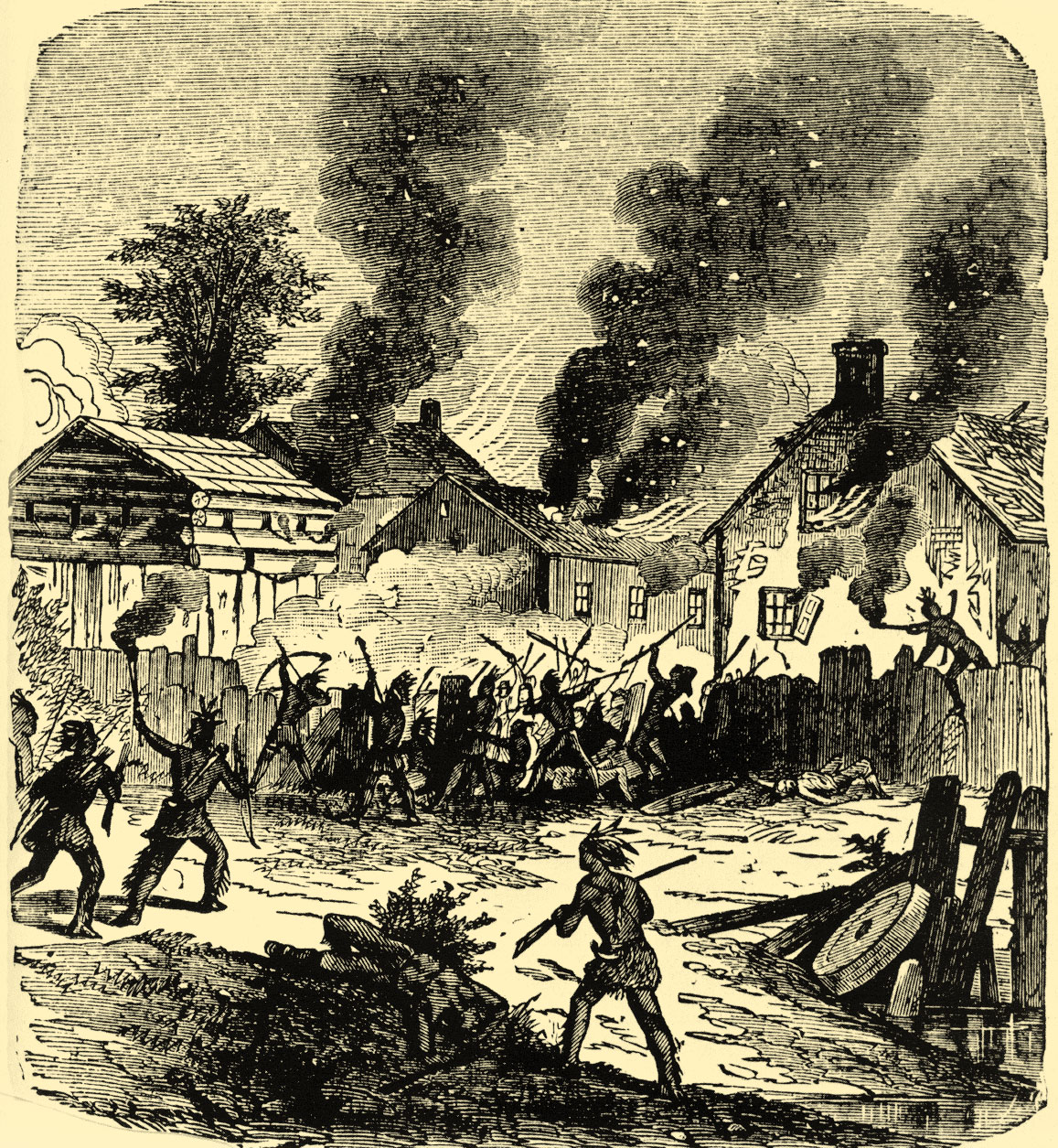
Brookfield im King Philip’s War

Brookfield ist eine Stadt im Fairfield County im US-amerikanischen Bundesstaat Connecticut. 2020 hatte die Stadt laut United States Census 17.528 Einwohner.

## Geschichte
Bevor die englischen und niederländischen Händler das Gebiet besiedelten, bewohnten indianische Ureinwohner Pootatuck und Wyantenuck den Raum des heutigen Brookfield. Im nördlichen Gebiet lebten die Paugussett, ein Schwesterstamm der Wyantenuck. Die Indianer waren Bauern, Sammler und Jäger. Die wichtigsten Nahrungsquellen waren neben der tierischen Beute wie Hirschen, Tauben, Eichhörnchen, Fischen und Kaninchen selbst angebauter Mais, Bohnen, Kürbis und Wildpflanzen wie Eicheln, Kastanien, Hickory Nüsse und Äpfel, die sie in den felsigen, stark bewaldeten Ausläufer der Berkshire Mountains von Brookfield und New Milford ernteten.
Im 18. Jahrhundert hieß die Gemeinde „Newbury“, zusammengesetzt aus den Namen der drei Städte, aus denen das Gebiet bestand: New Milford, Newtown und Danbury. Da die Fahrten in die umliegenden Kirchen im Winter schwierig war, gewährte die Generalversammlung der Gemeinschaft 1752 das Recht, ihre Gottesdienste von September bis März in ihren privaten Häusern abzuhalten und 1754 wurde die Erlaubnis für eine eigene Pfarrei in Newbury erteilt. Am 28. September 1757 wurde die erste Gemeindekirche eingeweiht und Reverend Thomas Brooks als Pfarrer ordiniert. Zu Ehren dieses Mannes wurde die Stadt 1778 in Brookfield umbenannt.

### Wirtschaftliche Entwicklung
Entlang des Still River waren schon seit 1732 Mühlen in Betrieb. Brookfield war eine blühende Stadt mit Getreidemühlen, Sägewerken, Baumwollspinnereien, Kalk- und Eisenöfen, einer Messerfabrik, einer Papierfabrik und anderen Anlagen. Die Schrotmühle steht noch heute im Brookfield-Craft Center. Eine zentrale Wasserversorgung wurde 1837 durch die Iron Works Aquädukt Company geschaffen, die das Wasser aus Bergquellen für ihre Werke benötigten und so auch die Bevölkerung mit Trinkwasser versorgten.
Vor 1912 hatte die Stadt zwei Bahnhöfe: Einen im Bereich des „Iron Works Districts“ in der Nähe des Brookfield Marktes und eine zweite, die „Junction Station“, in der Nähe Junction Road und Stony Hill Road.
1915 erhielt Brookfield Zugang zum elektrischen Strom, da die Danbury Bethel & Gas and Electric Company diesen für ihre Produktion benötigte. Hier wurde unter anderem von Wildey J. Moore die 0,475 Wildey Magnum Pistole entwickelt, die 1985 in dem Charles-Bronson-Film Death Wish III – Der Rächer von New York verwendet wurde.
In den frühen 1970er Jahren war die Stadt die Heimat der USA LEGO Zentrale.
Seit den frühen 1980er Jahren hat sich Brookfield von einer kleinen kolonialen Stadt in New England zu einem großen Einkaufs- und Konsumgüterzentrum verwandelt. Ebenso hat der Wohnwert und die Tourismusbranche mit der Neuschaffung des Candlewood Lakes an Attraktivität gewonnen.

## Geografie
Brookfield liegt im Westen von Connecticut. Laut United States Census Bureau hat die Stadt eine Fläche von 52,8 km², davon sind 51,3 km² Landfläche und 1,5 km² sind Wasserfläche.

## Demografische Daten
Die Einwohnerzahl im Jahr 2000 ergab eine Zahl von 15.664 Menschen, die sich bis 2014 auf 17.055 erhöht hat. In der Stadt gibt es 5.572 Haushalte, die aus 4.368 Familien bestehen. Die Bevölkerungsdichte betrug 305,4 je km². Es gab 5.781 Wohneinheiten mit einer durchschnittlichen Dichte von 112,7 pro km². Hier lebten 95,29 % Weiße, 0,76 % Afroamerikaner, 2,48 % Asiaten, 0,07 % amerikanische Ureinwohner, 0,61 % anderer Rassen und 0,79 % mit zwei oder mehr Rassen. Hispanos und Latinos machten einen Anteil von 2,37 % der Bevölkerung aus.
Die Altersverteilung sah wie folgt aus: 27,4 % waren unter 18 Jahre, 4,9 % waren zwischen 18 und 24, 29,2 % waren zwischen 25 und 44, 27,8 % waren zwischen 45 und 64 und 10,8 % waren 65 Jahre oder älter. Das Medianalter betrug 39 Jahre.
Das Medianeinkommen eines Haushalts in Brookfield beträgt 119.370 US-Dollar. Das Medianeinkommen einer Familie beträgt 136.682 US-Dollar. 1,2 % der Familien, sowie 2,3 % der Gesamtbevölkerung leben unter der Armutsgrenze.

## Söhne und Töchter der Stadt
- Samuel E. Merwin (1831–1907), Politiker
- Kari Wuhrer (* 1967), Schauspielerin, Filmproduzentin und Sängerin